# マルチゲート素子
マルチゲート素子（マルチゲートそし、英: multigate device、multiple gate field effect transistor、MuGFET）とは、半導体素子であるMOSFETの新たな方式の1つであり、単一のチャンネルに対して複数のゲートを持つ構成のものを指す。このトランジスタの構造は、CMOS構造のマイクロプロセッサや記憶素子を製造する半導体メーカーが2011年現在も開発している次世代技術の1つであり、ゲートの配置方法などによって幾つかの形式に分かれるとともに、開発の進展状況も各社で異なる。
マルチゲートは、電気的には単一ゲートのように振舞う複数のゲート面が単一ゲート電極として制御するものや、個別のゲート電極として制御を行うものがある。
マルチゲート素子が持つ個別のゲート電極は、MIGFETと呼ばれることがある。

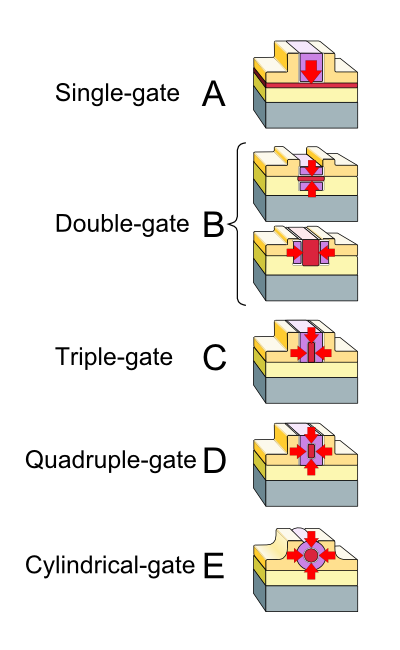
多様なマルチゲート素子
Aは従来のプレナー型MOS-FETの構造である。B以下がマルチゲート素子の構造である。

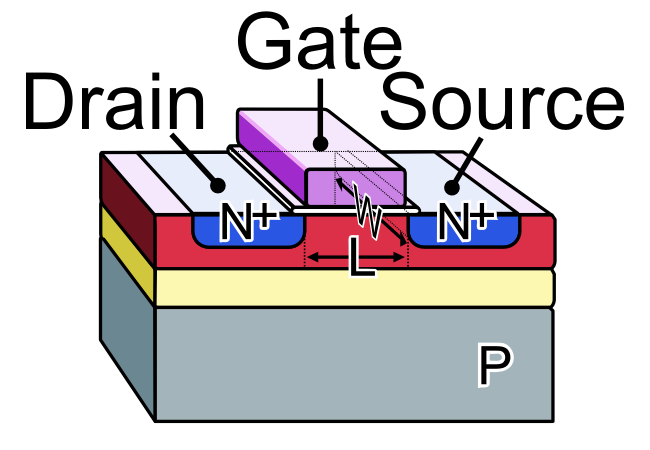
（従来の）プレナー型MOS-FETの構造概略(n型)
L:チャンネル長, W:チャンネル幅

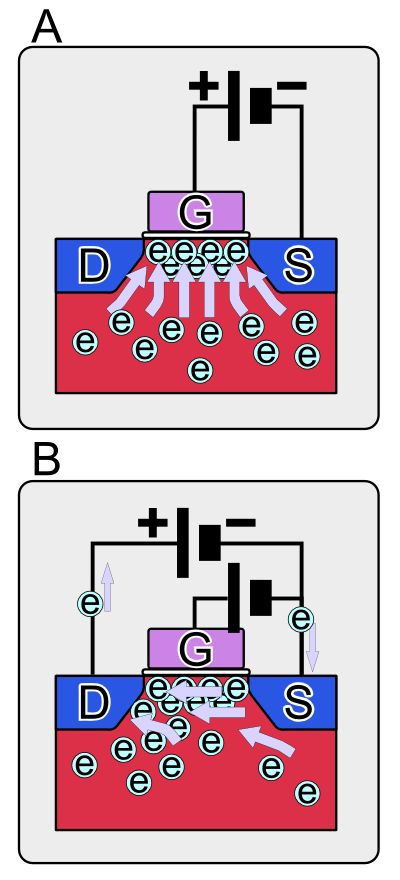
MOS-FETの動作模式図(n型)
A:ゲート電極にプラスの電圧が加わると正電位に引かれて負の電荷の電子が集まる。
B:ドレインに正の電圧、ソースに負の電圧が加わることで、ゲートの電位に引かれて集まった電子が結果としてドレインとソースの間に流れを作る。

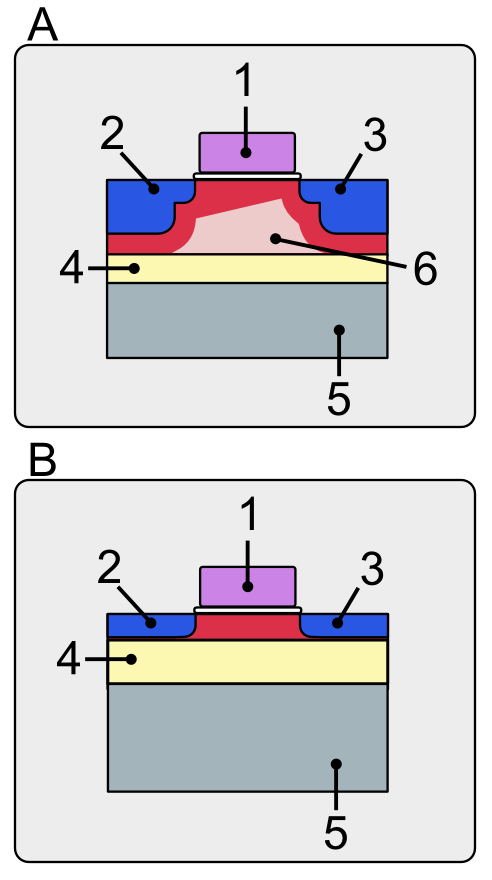
SOIを用いた部分空乏型と完全欠乏型のMOS-FETの模式図
1. ゲート 2. ドレイン 3.ソース 4.SOI 5.シリコン基板 6.空乏層
主にリーク電流を遮断する目的でチャンネル底部に絶縁層が設けられる。この絶縁層はSOI(Silicon on Insulator) と呼ばれ、空乏層の有無などによって部分空乏型(A)と完全空乏型(B)の2種類に大別される。

## 経緯
1940年代に固体金属によって増幅機能を持ったトランジスタが開発され、やがて単体の電子部品だったトランジスタがシリコン製の板に幾つも作り込まれて集積回路が登場した。半導体メーカーはアナログ用ICだけでなくデジタル用ICという新たな市場を開拓し、半導体製造業は一大産業に成長した。1つ1つのトランジスタが微細化されることで動作特性や消費電力の面で年々性能が向上し、「ムーアの法則」と呼ばれる驚異的な性能向上が果たされた。やがて半導体メーカーなどは21世紀直前になると、これまで同様に将来も集積度を向上させる技術的な余地が容易には見出せないでいた。シリコン以外の材料や電子流ではなく光演算素子なども検討課題の1つだったが、より現実的な解の1つとしてゲートの複数化／立体化があった。この技術の具体的な開発競争は21世紀に入ってから始まった。
ムーアの法則を延長させる技術として半導体各社が取り組むようになった。
マルチゲート・トランジスタの開発へ取り組みは、AMD社、日立社、IBM社、インフィニオン社、インテル社、TSMC社、フリースケール社, カリフォルニア大学バークレー校、そして、その他の多くの企業・団体が行っていると報告があり、国際半導体技術ロードマップ (ITRS) では 32nm世代以降で本技術が登場するのではないかと予想がなされていた。
広く普及するための壁の1つは製造容易性であると考えられる。特に現状の半導体設計は従来の2次元的なパターン設計技術に3次元的な要素が考慮され始めた段階であり、フォトリソグラフィなどに関連する設計と製造の現場では、現状のプレナー型と非プレナー型の両設計間で大きな変更が求められる。
素子の微細化のための他の相補的な戦略には、歪みシリコン技術を用いたチャンネルや、SOI技術、High-κ（高比誘電率膜）技術やメタルゲート技術がある。
過去数十年間、プレナー型トランジスタはICの中心であり続け、個別トランジスタの大きさは常に縮小し続けた。大きさが縮小したことで、プレナー型トランジスタは好ましくないショートチャネル効果によって将来の困難が予想され、特に素子が動作していない間も流れることで電力を消費する「オフステート・リーク電流」が問題となる 。マルチゲート素子では、チャンネルは複数のゲートによる複数の面で囲まれるので「オフステート・リーク電流」の抑制に効果を発揮する。マルチゲートは、駆動電流と呼ばれる「オンステート」の電流も向上させる。これらの長所は低消費電力化と素子の能力向上となって表れる。
非プレナー型素子は従来のプレナー型トランジスタよりも小型であり、トランジスタの集積度を高められることであらゆる小型電子機器の小型化が実現可能だとされる。

## 利点
- 平面から立体へ構造が変わることで、トランジスタの集積度が高められる　→　小型化
- 「オフステート・リーク電流」が抑制でき、「オンステート電流」の効果も向上させられる　→　低消費電力／低発熱化
- ゲート長の制約から解放され、最適のしきい値電圧が選べる　→　小型化、低消費電力／低発熱化

## 課題
従来型の半導体製造工程で非プレナー型マルチゲート素子を製造するための挑戦すべき課題：
- 数十ナノメーター幅の「フィン」状の薄いシリコンの製作
- フィンの周囲に密着するゲートの製作

## 派生型

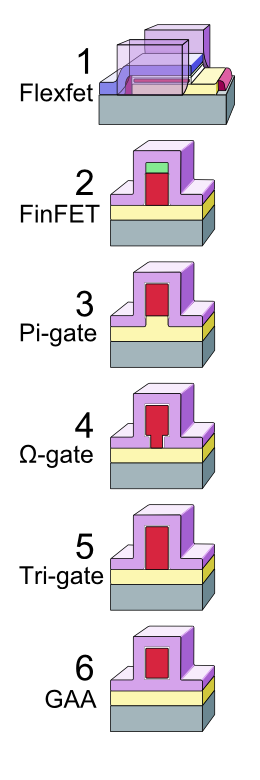
多様なマルチゲート素子

数十ものマルチゲート・トランジスタの派生型が文献上では存在する。
一般にこれらの派生型は、アーキテクチャー（プレナー型／非プレナー型）とチャンネル数／ゲート数（2, 3, 4）で識別・分類できる

### プレナー・ダブルゲート・トランジスタ
プレナー・ダブルゲート・トランジスタは、非プレナー型の垂直トランジスタ構造でのより厳しい光学印刷技術を避けて（層の上に層を重ねた）従来型のプレナー型の製造技術でダブルゲート素子を構築したものである。
プレナー・ダブルゲート・トランジスタでは、チャンネルは、2つの独立して作られたゲート／ゲート酸化積層の間に挟み込まれている。
このような構造での最初の挑戦は、下層と上層との間でセルフ・アライメントさせることで実現できた。

### Flexfet
Flexfet は、ダマシン金属によるトップゲートを持つMOSFETと、ゲートトレンチでのセルフアラインを行って植え込まれた接合型FETのボトムゲートという、プレナー型の独立ダブルゲート・トランジスタである。
この素子は、非植込みで超浅のソースとドレインの接続部と、上部に出ないソースとドレイン部、そしてゲート部を最後に作る手順によって、光学印刷より短いチャンネル長であるために高い縮小性がある。
Flexfet は、(1): トップとボトムのゲートでトランジスタ動作を行う。(2): トップゲートの動作がボトムゲートの動作に影響を及ぼし、またこの逆も同様で、2つが1組となってゲート動作が行われるということから、真のダブルゲート・トランジスタである
Flexfet は、アメリカン・セミコンダクター社によって開発され製造された。

### FinFET
FinFET という言葉は、従来の DELTA （シングルゲート・トランジスタ）による設計を元にして非プレナー型ダブルゲート・トランジスタをSOI基板上に構築したものを説明するのに、カリフォルニア大学のバークレイ研究所 で新しく作られた語である。FinFET の特徴は、伝導性チャンネルが素子のゲートを構成する薄い「フィン」状のシリコンで覆われている点にある。ソース - ドレイン間の直線距離として表されるフィンの厚さが素子の有効チャンネル長を決定する。

ダブルゲートを持ったフィン電界効果トランジスタ素子の模式図

今のところ、FinFET という言葉の定義は定まっていない。AMD社、 IBM社、そしてモトローラ社といったマイクロプロセッサの製造メーカーは、ダブルゲート開発の努力をFinFET開発として明らかにしており、それに対してインテル社は「トライゲート」という似たアーキテクチャで表現している。
技術資料によれば、FinFET は、ゲートの数に関係なく、何らかのフィンを用いたマルチゲート・トランジスタのアーキテクチャだと、概要だけが説明されているにすぎない。
2002年12月、TSMC によって0.7Vちょうどでの25nmのトランジスタ動作が実演された。
この Omega FinFET は、ギリシャ文字「オメガ」に似ていたために後からこのように名付けられ、ソース／ドレイン構造をゲートが包み込む形状であり、N型トランジスタで　0.39 ps（ピコ秒）のゲート遅延、P型トランジスタで0.88 ps のゲート遅延であった。

### トライゲート・トランジスタ
トライゲートまたは 3-D という言葉は、インテル社が彼らの非プレナー型トランジスタ・アーキテクチャを説明する時に将来のマイクロプロセッサー技術として用いられている。彼らのトランジスタは、2つの垂直ゲートの頂部で1つのゲートを重ねることで、この表面で本質的に3倍の電子の移動を許すことになる。インテル社では、彼らのトライゲート・トランジスタがリーク電流を減少させ、現在のトランジスタに比べてはるかに小さな消費電力で済ようになると伝えている。インテル社によれば、最大37%速度を向上させ、消費電力においても従来型のトランジスタに比べて50%以上も削減できるとされる。
インテル社では、トライゲート・トランジスタを Ivy Bridge マイクロアーキテクチャと名付けられたCPU製品ラインから用いている。
インテル社は2002年以来このトライゲート・トランジスタ方式の開発を行って来たが、2011年になるまで量産の発表するには至らなかった。
2011年5月5日、サンフランシスコにおいて、この新たな形式のトランジスタが公表された。
インテル社の工場では、"Ivy Bridge" CPUを2012年4月から販売している。
デスクトップ・パソコン用のインテル社の Ivy Bridge チップに用いられるだけでなく、この新たなトランジスタは低消費電力デバイス用のインテル社のAtomチップにも用いられる。 
技術資料によれば、トライゲートという単語は時として、3つの有効なゲート、またはチャンネルを持つ多様なマルチゲートFETの全般を示すのに用いられている。

### 全周ゲートFET
全周ゲートFET（GAA FET）はSGT（arrounding-gate transistor）とも呼ばれ、チャンネル部分の全側面をゲート材で囲む点を除けば、FinFET と同じようなコンセプトであるが7nm以下のサイズで動作するため、FinFETの後継となる。GAA FET は、設計によって、2つまたは4つの有効なゲートを持つことになる。GAA FET はIBMが5nmプロセス技術の実証に使用しシリコン・ナノワイヤーの周囲に構築することに成功した。GAA FETは、理論的にも実験的にも特性評価に成功しており、シリコンよりも電子移動度の高いInGaAsのナノワイヤーへのエッチングにも成功している。
GAA MOSFETは、1988年に東芝の舛岡富士雄、高遠浩、洲之内一正らの研究チームによって初めて実証された。彼らは、「包囲ゲート・トランジスタ（SGT）」と呼ぶ縦型ナノワイヤーGAA FETを実証した。舛岡はフラッシュメモリの発明者として知られるが、その後東芝を退社し、2004年にユニサンチスエレクトロニクスを設立し、東北大学とともに全周ゲート技術を研究している。2006年、韓国科学技術院（KAIST）と国立ナノ・ファブ・センター（National Nano Fab Center）の韓国人研究者チームは、GAA FinFET技術に基づき、世界最小のナノ電子デバイスである3nmトランジスタを開発した。 最大7枚のナノシートを持つGAAFETが実証されており、これにより性能の向上やデバイス・フットプリントの縮小が可能になる。 GAAFETのナノシートの幅は制御可能であり、デバイス特性をより容易に調整できる。
2020年現在、サムスンとインテルはGAAFETトランジスタ（具体的にはMBCFETトランジスタ）の量産計画を発表しており、TSMCはGAA FETトランジスタ技術を開発しているにもかかわらず、3nmノードでFinFETを引き続き使用すると発表している。

### マルチブリッジ・チャネル（MBC）FET
マルチブリッジ・チャネルFET（MBCFET）は、ナノワイヤの代わりにナノシートを使用する点を除けば、GAAFETに似ている。サムスン電子は、米国でMBCFETを商標登録した。サムスンはファウンドリ顧客向けに3nmノードでMBCFETトランジスタの量産を計画している。
インテルはまた、MBCFET「ナノリボン」トランジスタのバリエーションであるRibbonFETを開発している。FinFETとは異なり、シートの幅と枚数の両方を変化させることで、駆動強度、つまり所定の電圧でトランジスタが駆動できる電流量を調整することができる。 シートの幅は8～50ナノメートルであることが多い。 ナノシートの幅はウェフ（有効幅）と呼ばれる。